# Црква Свете Петке у Смиловцима
Црква Свете Петке је православни храм близу села Смиловци у димитровградској општини, пиротски округ.

## Историјат
Манастир је подигао Манча Неделков, сељак из Смиловаца, који је провео неколико година на црквеном имању Свете Петке у граду Јашију у Румунској Молдавији. Према легенди, у жељи да заштити тек рођену децу, помолио се моштима велике светице да му продужи потомство. Вратио се у родни крај промењен и потпуно посвећен цркви заветовавши се светитељки да ће јој подићи манастир.
Године 1894. је направио цркву са конаком и поклонио селу.

## Локација
Удаљен је од Пирота 36 км. Налази се у једној благој долини и од скретања код Смиловских језера удаљен је нешто више од једног километра. Из овог правца манастир је лако приступачан а скретање код језера је обележено путоказом.